# 월암동
월암동(月巖洞)은 글씨 쓴 사람은 미상이나, 그 필치로 보아 중국의 장필과 미불의 글씨가 유행하였던 조선 중·후기의 글씨로 추정된다. 결구가 치밀하고 풍격이 고고한 글씨로 이 바위가 위치한 곳 역시 조선시대 문집 및 고지도에서도 확인되는 역사적 명소이다. 2014년 6월 26일 서울특별시의 문화재자료 제60호로 지정되었다.

## 조사보고서
경희궁의 서쪽에 위치하고 있으며, 현재 월암근린공원의 남서쪽 바위사면에 바위글씨가 새겨져 있다.
승정원일기의 기록을 보면 1656년(효종 7)에 지명으로서 돈의문 밖에 월암(月巖)이라는 기록이 최초로 확인되고 있어 그 지명의 유래가 오래되었음을 알 수 있다.
이유원의 『임하필기(林下筆記)』에서도 사료적 가치가 높은 것으로 알려진 「춘명일사(春明逸史)」편에서 월암에 대해 “....우리나라에도 월암이 있는데, 돈의문(敦義門) 밖의 서성(西城) 아래에 있는 바위로서 깜깜한 밤에도 오히려 밝은 빛이 나고 귀 기울여 들으면 은은히 파도 소리가 난다. 이로 인하여 ‘월암(月巖)’이라고 불렸다. 백사(白沙) 선생이 권상(權相 권율)의 집안에 장가들었는데, 그 집이 월암 아래에 있었고 지금까지도 서로 전해 오며 간가(間架)는 10여 칸에 불과하다고 한다.”라고 기록하고 있다.
글씨 쓴 사람에 대한 기록은 없어 미상이나, 그 필치로 보아 중국의 장필과 미불의 글씨가 유행하였던 조선 중기 이후의 글씨로 추정되며, 결구가 치밀하고 풍격이 고고한 격이 있는 글씨로 조선시대 문집 및 고지도에서도 확인되는 역사적 명소이므로 문화재자료로 지정하여 보존할 가치가 있다.

## 참고 자료
- 월암동 - 국가유산청 국가유산포털